# Ковальский, Павел Алексеевич
Павел Алексеевич Ковальский (12 (24) июля 1905, с. Барахты, Васильковский уезд, Киевская губерния, Российская империя — 7 июня 1983, г. Белая Церковь, Украина) — выдающийся украинский советский нейроморфолог, профессор, один из создателей украинской школы анатомов, гистологов и эмбриологов (24 доктора и кандидата наук). Заведующий кафедрой анатомии и гистологии (1938—1980) (в настоящее время кафедра носит имя П. А. Ковальского), декан ветеринарного факультета (один из самых первых факультетов ветеринарной медицины на Украине, основан в 1931 г.), проректор по научной работе Белоцерковского сельскохозяйственного института (ныне — Белоцерковская аграрная академия имени П. Л. Погребняка).

## Биография
П. А. Ковальский родился в семье юриста польского происхождения. Род шляхтичей Ковальских герба Кораб (Corab, т. е. «корабль») издавна известен в Польше, в Белоруссии и на Украине. Однако после Гражданской войны и войны с Польшей 1919-1921 годов проживавшие на территории Советской Украины Ковальские стали указывать в анкете национальность «украинец». 
В 1931 г. Павел Ковальский окончил Киевский ветеринарный институт и работал врачом-бактериологом. В январе 1932 г. занял должность ассистента кафедры анатомии домашних животных Белоцерковского сельскохозяйственного института. Под руководством профессора А. А. Ивакина им были проведены первые исследования периферической нервной системы животных. Из-за недостатка педагогических кадров, особенно преподавателей с учеными степенями и званиями Главное управление вузов НКЗ СССР на постоянную работу направило окончивших аспирантуру при центральных вузах молодых кандидатов наук, приглашались также преподаватели центральных вузов для чтения лекций по различным дисциплинам. В 1935—1936 гг. курс анатомии и гистологии в Бурят-Монгольском зооветеринарном институте читал кандидат биологических наук, доцент Павел Алексеевич Ковальский. В 1935 г. он избирается по конкурсу заведующим кафедрой анатомии и гистологии факультета ветеринарной медицины Бурят-Монгольского зооветеринарного института (в настоящее время — Бурятская государственная сельскохозяйственная академия им. В. Р. Филиппова). Затем несколько лет (1936—1938) П. А. Ковальский работал заведующим кафедрой анатомии и гистологии Новосибирского сельскохозяйственного института. С августа 1938 г. по июнь 1980 г. (исключая период Великой Отечественной войны) работал заведующим кафедрой анатомии и гистологии Белоцерковского сельскохозяйственного института им. П. Л. Погребняка. Несколько лет П. А. Ковальский возглавлял деканат ветеринарного факультета (1932—1934, 1947—1950) и был проректором по научной и учебной работе.
В период Великой Отечественной войны П. А. Ковальский в действующей армии. Участвовал в обороне Москвы, в освобождении Смоленска и Минска, Польши, в штурме Берлина. Одновременно он вел научную работу, результаты которой были опубликованы в сборниках научно-практических работ ветеринарного состава III Белорусского фронта. П. А. Ковальский — участник разгрома Квантунской армии на Дальнем Востоке.
С июня 1980 г. по май 1982 г. — он профессор-консультант кафедры анатомии и гистологии Белоцерковского сельскохозяйственного ин-та им. П. Л. Погребняка (в настоящее время — кафедра анатомии и гистологии им. П. А. Ковальского Белоцерковской аграрной академии им. П. Л. Погребняка).
Сыновья П. А. Ковальского — Александр Павлович Ковальский — член-корреспондент Академии архитектуры Украины, профессор Киевского художественного института, Михаил Павлович Ковальский — профессор, заведующий кафедрой оперативной хирургии с топографической анатомией киевского Национального медуниверситета им. А. А. Богомольца.

## Научная деятельность
В довоенные годы основным направлением научно-исследовательской работы Павла Алексеевича Ковальского и его сотрудников было изучение сегментарной иннервации тела домашних животных с помощью экспериментальной перерезки сегментарных нервов. В 1937 г. П. А. Ковальский защитил диссертацию на соискание ученой степени кандидата биологических наук — «К вопросу о гомологии и сегментации пальцев грудной конечности». В это же время на кафедре, возглавляемой молодым ученым, зарождается еще одно научное направление — экспериментальное изучение иннервации надкостницы скелета домашних животных. В 1947 г. он защитил диссертацию на соискание ученой степени доктора биологических наук. В 1949 г. П. А. Ковальскому присвоено ученое звание — профессор. Коллектив кафедры профессора П. А. Ковальского изучал общие и регионарные особенности иннервации надкостницы и других соединительнотканных образований. Изучалась сегментарная иннервация мышц, кожи, надкостницы и других структур.
П. А. Ковальский был председателем Белоцерковского городского общества «Знание». На протяжении 15 лет он исполнял обязанности заместителя председателя Правления Украинского республиканского научного общества Анатомов, гистологов и эмбриологов (АГЭ). На VI, VII и VIII Всесоюзных съездах АГЭ Павел Алексеевич Ковальский избирался членом Правления ВНОАГЭ.
Под руководством профессора Павла Алексеевича Ковальского было защищено 6 докторских и 18 кандидатских диссертаций.
На научной конференции, посвященной Государственной Академии Ветеринарной Медицины им. Н. Н. Баумана, ведущий гистолог СССР П. А. Ковальский (1974) сказал: «Одной из первостепенных проблем ветеринарии является борьба с яловостью. В то же время нельзя сказать, чти биология полового аппарата животного изучена достаточно, особенно в условиях современного ведения хозяйства. Поэтому, всякое новое исследование биологов в этой области должно обеспечить изучение данной проблемы, дать новые научные материалы, достойные внимания клиницистов и практиков искусственного осеменения и будет ценна для тех, кто разрабатывает профилактику и лечение различных заболевания или трудятся над повышением продуктивности животных».
22—24 октября 1998 г. в Белой Церкви состоялась Международная научно-производственная конференция «Морфология — практической ветеринарии и медицине», посвященная памяти Заслуженного деятеля науки, доктора биологических наук, профессора П. А. Ковальского.

## Награды
- Орден Красной Звезды

- Орден «Трудового Красного Знамени»

- Орден «Знак Почёта»

- медаль «За доблестный труд»

В 1970 г. П. А. Ковальскому присвоено звание «Заслуженный деятель науки УССР»

## Основные труды
- «Частная гистология домашних животных с основами эмбриологии» — 1957 г.
- «Гистология с основами эмбриологии домашних животных» (в соавт. с И. Ф. Ивановым) — 1962 г.
- «Строение и жизнедеятельность животной клетки» — 1964 г.
- «Основы общей эмбриологии» — 1968 г.
- «Цитология, гистология и эмбриология» (в соавт. с И. Ф. Ивановым) — М.:Колос, 1969. — 694 с.
- «Основы учения о тканях» — Киев,- 1974.-142с.
- «Строение и жизнедеятельность живой клетки» (Методические разработки для студентов-заочников ветеринарного и зооинженерного факультетов) — Белая Церковь, 1980. — 59с.